# Битва під Гузовим
51°20′05″ пн. ш. 20°58′05″ сх. д. / 51.33472222° пн. ш. 20.96805556° сх. д.
Битва під Гузовим (пол. Bitwa pod Guzowem) — збройна сутичка під час рокошу Зебжидовського, в ході якої 6 липня 1607 року королівські війська Сигізмунда III Вази розгромили загони повсталої польської, литовської та руської шляхти та магнатів. Битва відбулась поблизу села Гузув (пол. Guzów, тепер Шидловецький повіт) недалеко від міста Радома в Мазовії.
У битві свій полководницький талант проявили прибічники короля: гетьмани Станіслав Жолкєвський (коронний) і Ян Кароль Ходкевич (литовський), а також генеральний староста Поділля Ян Потоцький.
Силами повстанців командували Микола Зебжидовський (ревний католик), Станіслав Стадницький, Януш Радзивілл (ревний кальвініст, становив певну противагу впливу католика М. Зебжидовського на рокошан), Ян Щасний Гербурт.
Повстанці зазнали поразки.